# Canadair CL-215
Canadair CL-215 byl prvním typem série letounů firmy Canadair Ltd. z Montréalu (od roku 1986 Bombardier Aerospace) přímo určených k hašení požárů. CL-215 je dvoumotorový celokovový obojživelný hornoplošný létající člun schopný startu z pevniny i vodní plochy. 

## Vývoj

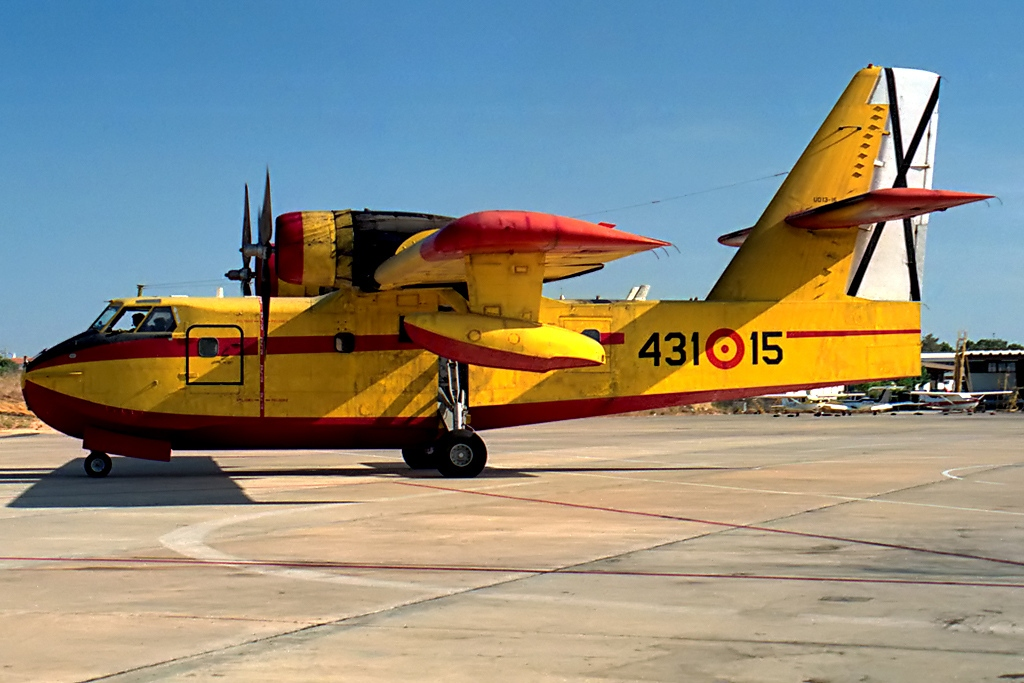
Canadair CL-215, Ejército del Aire

Byl navržen na základě požadavků z protipožární vědecké konference z 9. prosince 1963 v Ottawě na nízkou letovou rychlost požadovanou pro protipožární letouny, schopnost pojmout maximální objem vody v co nejkratším čase a požadavku na krátkou vzletovou a přistávací dráhu. 
Na jaře 1965 již Canadair vystavoval na Pařížském aerosalonu první maketu obojživelného létacího člunu CL-215. Po celkovém tvarovém řešení v hydrodynamickém a aerodynamickém tunelu dostal CL-215 definitivní podobu v únoru 1966.
První vzlet CL-215 (CF-FEUX) byl proveden 23. října 1967 z letiště Cartierville u Montréalu, další dva stroje následovaly zanedlouho. První vzlet z vodní hladiny byl poprvé realizován 2. května 1968. O rok později byly první stroje dodány zákazníkovi do kanadské provincie Quebec. První export směřoval do Francie, Španělska a Řecka. 
Kanadská firma Inntech Aviation Limited vyvinula pro CL-215 lehký rozprašovací systém k postřiku rostlinných kultur, který pokryje plochu 4400 hektarů během 25minutového letu. Tento stroj byl postupně nahrazován CL-415 s větší kapacitou vody a nižším časem k dotankování vody.

## Specifikace

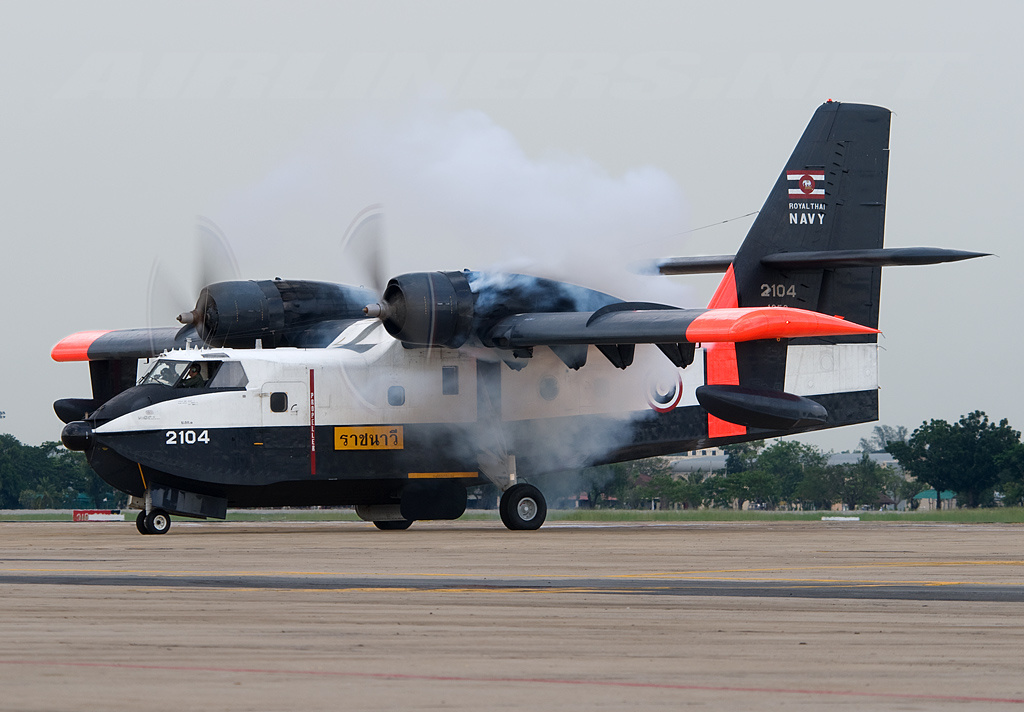
Canadair CL-215B (CL-215-1A10), Thajské královské námořnictvo.

Údaje dle

### Technické údaje
- Posádka: 2 osoby
- Užitečný náklad:
  - 5455 l vody
  - 6123 chemikálií
- Rozpětí: 28,60 m
- Délka: 19,82 m
- Výška: 8,92 m
- Nosná plocha: 100,33 m²
- Hmotnost prázdného letounu: 12 160 kg
- Maximální vzletová hmotnost:
  - z vodní hladiny: 17 100 kg
  - z pevné VPD: 19 730 kg
- Pohonné jednotky: 2 × zážehový hvězdicový osmnáctiválec Pratt & Whitney Double Wasp
- Max. výkon jednoho motoru: 2100 hp (1566 kW)

### Výkony
- Cestovní rychlost: 290 km/h
- Počáteční stoupavost: 5,1 m/s
- Délka vzletu přes 15 m překážku ze země: 811 m
- Délka vzletu přes 15 m překážku z vody: 800 m
- Délka přistání přes 15 m překážku na zemi: 732 m
- Délka přistání přes 15 m překážku na vodě: 835 m
- Dolet s nákladem 1600 kg: 2100 km

## Uživatelé
Chorvatsko, Francie, Itálie, Kanada, Řecko, Španělsko, Thajsko, USA, Venezuela